# Pajzsvulkán

Egy hawaii-típusú pajzsvulkán szerkezete és kitörésének elemei. 1. – hamufelhő; 2. – lávaszökőkút; 3. – kráter; 4. – lávató; 5. – fumarolák; 6. – lávafolyás; 7. – láva és hamurétegek; 8. – fekürétegek; 9. – szill; 10. – kürtő; 11. – magmakamra; 12. – dájk

A pajzsvulkánok a tűzhányók egyik szerkezeti csoportját képviselik a rétegvulkánok mellett. Nevüket a tipikus alakjukról kapták, mivel szélesen elterülő, nagy kiterjedésű alapokkal rendelkező, kis emelkedésű domborulatok. Legtöbbször a kúpos alaknak nyoma sincs, mint az a rétegvulkánoknál megszokott. A pajzsvulkánok extrém esetei a palacsintavulkánok.

## Felépítése
A pajzsvulkánokat híg, szilícium-dioxidban szegény, azaz bázikus magmás működés alakítja ki. A híg láva legtöbbször csak túlfolyik a lávató peremén, lezúdul és szétterül a hegyoldalon. A pajzsvulkánokat a lávafolyások rétegei alkotják, köztük a ritka hamuszórással és a kitörések szünetében keletkező törmelékekkel. A pajzsvulkánokra nem jellemző a piroklasztitok kidobása, ezért ezek a különböző szemcseméretű rétegek hiányoznak belőle.
Pajzsvulkánok a Földön kívül is ismertek, legjelentősebbek köztük a marsi Olympus Mons és a vénuszi Maat Mons.

## Kialakulása és működése
A pajzsvulkánok általában forrópontok felett alakulnak ki, ahol a földköpeny felszálló gomolyáramlatai kissé megemelik, majd átégetik a földkérget alkotó lemezeket. Az áramlat felett elsődleges magmakamra alakul ki, feljebb esetleg több másodlagos. Másik jellemző megjelenési helye a hasadékvölgy. Ebben az esetben hosszanti repedés mentén tör ki, így nem képez pajzsot sem, inkább szétterül.
A pajzsvulkánok kürtőjének tetején legtöbbször lávató található, amely az alulról érkező magma állandó jelenléte miatt nem hűl ki. A kürtőkben a fentiek miatt nem keletkezik lávadugó és a magma az összetételéből adódóan hígan folyó, ezért a pajzsvulkánokra nem jellemző a robbanásos kitörés, a rétegvulkánokkal ellentétben nem explozív, hanem effuzív kitörést produkálnak. Míg a rétegvulkánok a robbanások és a piroklasztitok (mindenekelőtt a piroklaszt ár) miatt veszélyesek, a pajzsvulkánok esetén a kiszámíthatatlan irányban és nagyon gyorsan folyó lávaömlés jelent veszélyt.
A gomolyáramlatos vulkanizmus sokszor meglepően állandó feláramlások felett alakul ki. Mintegy 65 millió évvel ezelőtt a Dekkán-fennsíkot létrehozó forrópont 500 000 és 1 000 000 év közti időtartamban működött. A Hawaii forrópont viszont még jelenleg is aktív, de legalább 50 millió éve létezik, viszont jóval kisebb volumennel. A hosszú idő alatt a tektonikus mozgás már jelentőssé válik, ezért a forrópontos vulkanizmus egyik jellemzője a szigetívek képződése. A szigetívek úgy keletkeznek, hogy a lemez elhalad a forrópont felett és egymás után újabb kürtők nyílnak. A kihunyt pajzsvulkáni szigetek végül az erózió révén ismét eltűnnek a tengerben. Ilyen szigetív az Aleut-szigetek, a Hawaii-szigetek vagy a Seychelle-szigetek is. A másik jellemző a rövidebb idő, intenzívebb működés során a platóképzés. Ezek a platók összevethetők a Vénusz palacsintavulkánjaival.

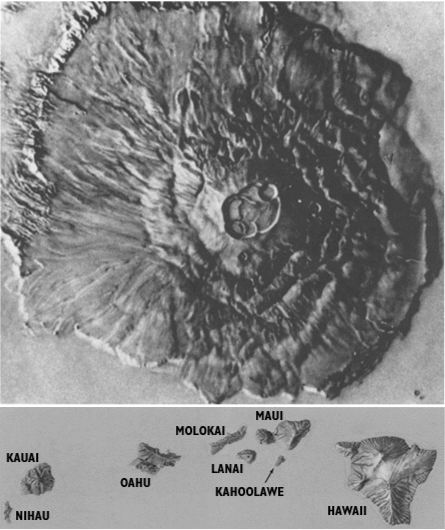
Az Olympus Mons a Marson (felülnézet)
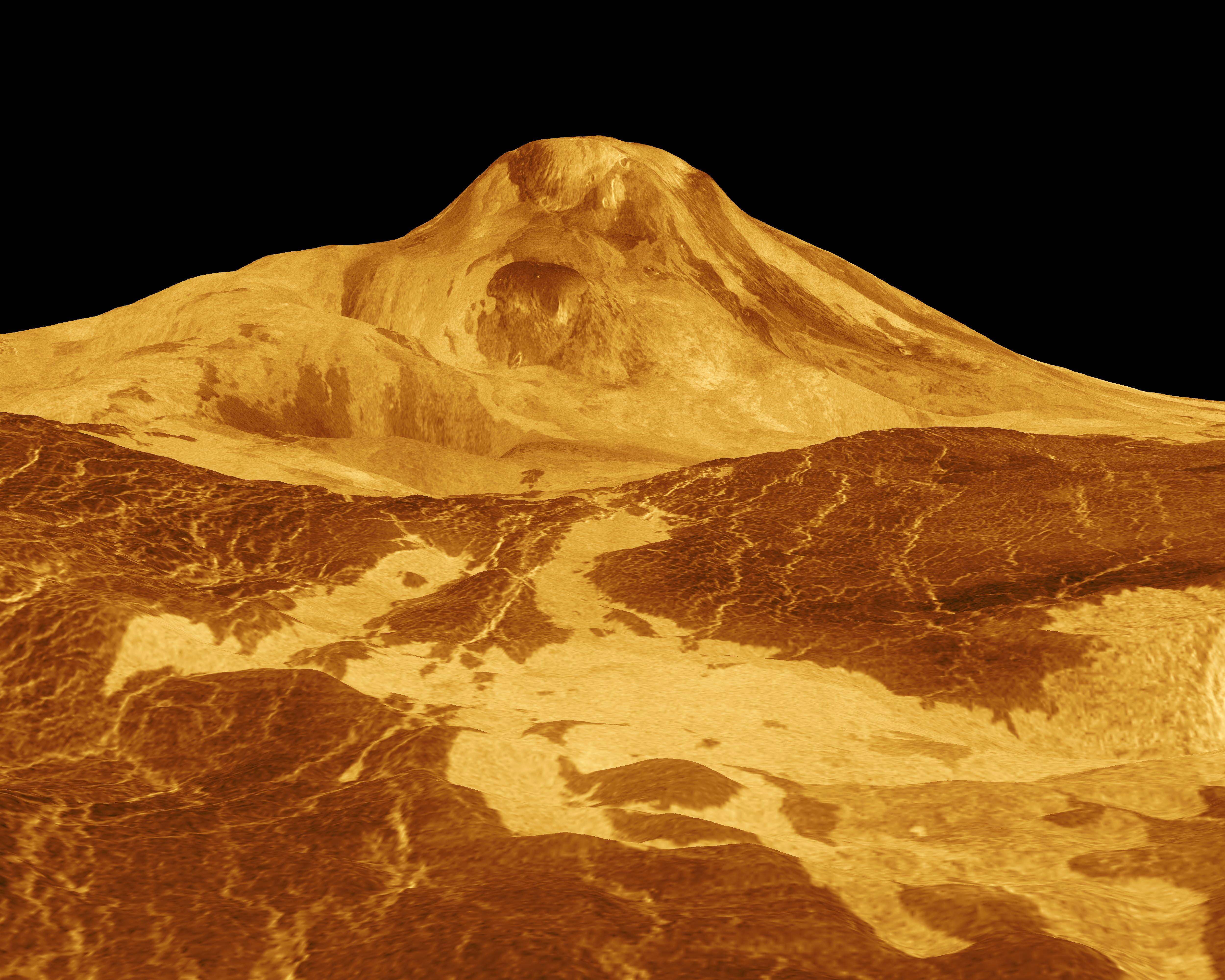
A vénuszi Maat Mons
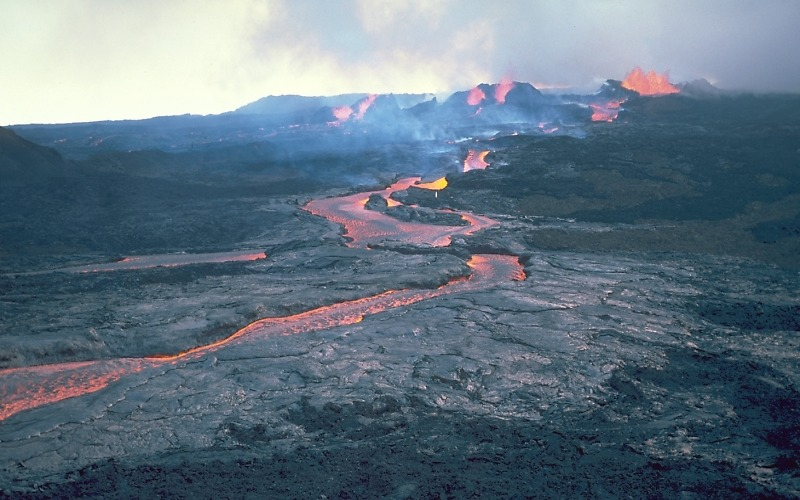
A Mauna Loa egyik lávaárja Hawaiin
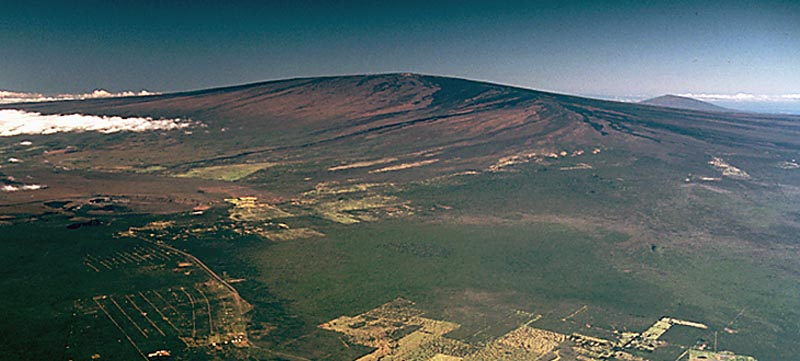
A Mauna Loa, a pajzsvulkánok egyik tipikus példája